# Sicco Douwe van Aylva

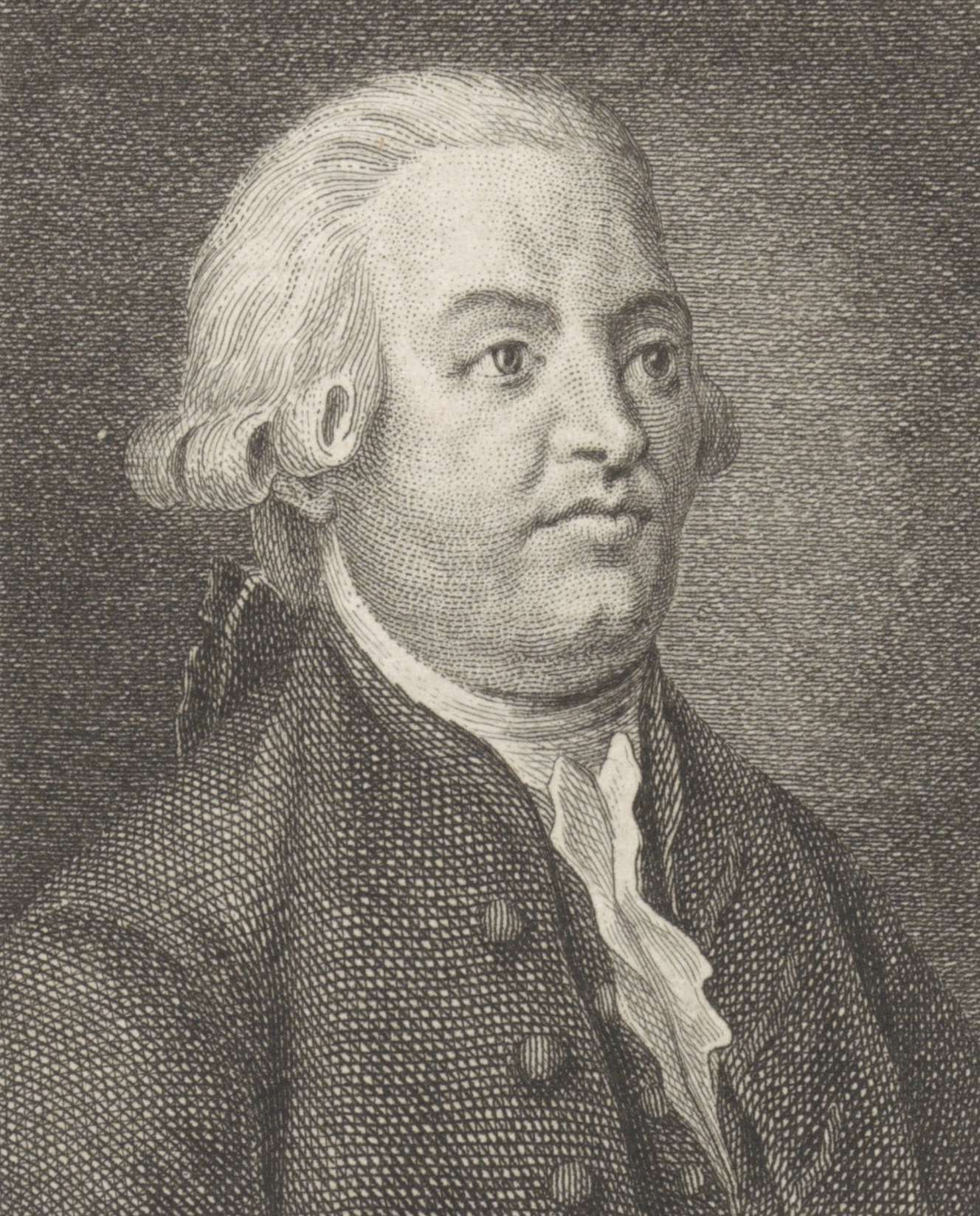
Sicco Douwe van Aylva

Jonker Sicco Douwe van Aylva (Holwerd, 30 mei 1734 - Holwerd, 1 april 1807), was een Nederlands patriottisch staatsman.

## Biografie
Sicco Douwe van Aylva werd op 30 mei 1734 in Holwerd geboren. Hij stamde uit het geslacht Van Aylva dat bijna 200 jaar lang grietmannen voor de grietenij Westdongeradeel leverde. Zijn vader was jonker Hessel Douwe van Aylva (1700-1774) en zijn moeder Bowina van Burmania (1702-1771). Hessel Douwe van Aylva was van 1722 tot 1763 en van 1769 tot 1772 grietman van Westdongeradeel die tijdens zijn bestuur opviel vanwege zijn religieuze tolerantie. Hessel Douwe van Aylva onderhield vriendschappelijke betrekkingen met tal van hoogleraren aan de Hogeschool van Franeker.
Sicco Douwe van Aylva volgde een militaire opleiding en was luitenant in het Staatse leger. Op 3 mei 1780 volgde hij Eyso de Wendt - een fortuinlijke vrijgezel teruggekeerd uit de Oost en een aanhanger van de Van Aylva's - op als grietman van Westdongeradeel. Van Aylva was een staatsgezind staatsman en was voorstander van de beperking van de macht van de erfstadhouder in Friesland. Als zodanig geldt hij als een "voorstander van de Friesche vrijheid". Court Lambertus van Beyma, een van de voormannen van de Friese patriotten, was de secretaris van de grietenij. In 1784 werd hij kolonel van het vrijkorps in Leeuwarden. In 1787 steunde hij de opstandige Franeker Staten. en week uit met zijn broer naar Bremen. Zijn gratieverzoek aan de prins werd afgewezen. Pas in 1788 kwam hij naar Frankrijk waar hij zich bij andere Friese ballingen voegde. Bijna kwam het tot een duel met Daendels. Hij is geschilderd door zijn Peter Groenia. Zijn officiële afzetting als grietman vond pas plaats in 1789, toen hij werd opgevolgd door Pieter Edzard baron van Harinxma thoe Slooten, aanvankelijk een patriot, maar in september 1787 overgelopen naar de stadhouderlijke partij.
Sicco Douwe van Aylva keerde na de Bataafse Revolutie in april 1795 naar Friesland terug en was samen met ds. Thomas Joha (1750-1812) - met wie hij bevriend was - en Johannes Hubertus Huber een van de leiders van de Federalisten die voorstander waren van de gewestelijke autonomie. Door hun tegenstanders, de radicale Unitariërs werden zij gezien als aristocraten die uitsluitend van het Huis van Oranje af wilden. In 1795 werd Van Aylva lid van de Vergadering van Provisionele Representanten, een bont gezelschap dat tijdelijk de Staten van Friesland verving. In juni 1795 werd hij in Raad van Representanten van Friesland gekozen. In 1796 moest hij onder politieke druk aftreden.
Onder koning Lodewijk Napoleon (1806-1810) was Van Aylva van 1806 tot zijn overlijden lid van het departementaal bestuur van Friesland. Sicco Douwe van Aylva overleed op 72-jarige leeftijd, op 1 april 1807 in Holwerd.